# Alma (Texas)
Alma é uma cidade  localizada no estado norte-americano de Texas, no Condado de Ellis.

## Demografia
Segundo o censo norte-americano de 2000, a sua população era de 302 habitantes. 
Em 2006, foi estimada uma população de 318, um aumento de 16 (5.3%).

## Geografia
De acordo com o United States Census Bureau tem uma área de 
13,0 km², dos quais 13,0 km² cobertos por terra e 0,0 km² cobertos por água.

## Localidades na vizinhança
O diagrama seguinte representa as localidades num raio de 16 km ao redor de Alma. 